# Centrum Doradztwa Rolniczego
Centrum Doradztwa Rolniczego – jednostka doradztwa rolniczego, państwowa jednostka organizacyjna posiadająca  osobowość prawną podległa ministrowi właściwemu do spraw rozwoju wsi, która przygotowuje i wprowadza jednolite sposoby działania wojewódzkich ośrodków doradztwa rolniczego w zakresie realizowanych przez nie zadań. Centrum Doradztwa Rolniczego rozpoczęło funkcjonować w 2005 r.

## Powstanie Centrum Doradztwa Rolniczego
Ustawą sejmową z 2004 w sprawie jednostek doradztwa rolniczego powołano Centrum Doradztwa Rolniczego. Centrum powstało w wyniku przekształcenia Krajowego Centrum Doradztwa Rozwoju Rolnictwa i Obszarów Wiejskich. Siedzibę Centrum zlokalizowano w Brwinowie. W skład CDR weszły oddziały w Krakowie, Poznaniu i Radomiu. Utworzony w 2018 r. oddział w Warszawie powołany został z misją pełnienia funkcji jednostki centralnej Krajowej Sieci Obszarów Wiejskich oraz sieci terenowych na rzecz innowacji w rolnictwie i na obszarach wiejskich.

## Struktura organizacyjna Centrum Doradztwa Rolniczego
Rozporządzeniem Ministra Rolnictwa i Rozwoju Wsi z 2005 nadano Centrum statut. Według statutu Centrum Doradztwa kieruje dyrektor przy pomocy jednego lub dwóch zastępców dyrektora, głównego księgowego, kierowników komórek organizacyjnych oraz kierowników oddziałów.
Rozporządzeniem Ministra Rolnictwa i Rozwoju Wsi z 2008 obok powołania nowych komórek organizacyjnych, zmieniono nazwę osobom pełniących funkcje kierownicze z kierowników oddziałów na dyrektorów oddziałów. Rozporządzeniem Ministra Rolnictwa i Rozwoju Wsi z 2017 w skład Centrali i oddziałów wchodziły następujące działy i samodzielne stanowiska pracy:
- Dział Administracyjno-Gospodarczy;
- Dział Ekonomiki i Zarządzania Gospodarstwem;
- Dział Innowacji w Rolnictwie;
- Dział Finansowo-Księgowy;
- Dział Krajowej Sieci Obszarów Wiejskich;
- Dział Metodyki Doradztwa i Doskonalenia Zawodowego;
- Dział Organizacyjny;
- Dział Promocji i Wydawnictw;
- Dział Rolnictwa Ekologicznego i Działań Rolno-Środowiskowo-Klimatycznych;
- Dział Rozwoju Obszarów Wiejskich;
- Dział Systemów i Technologii w Rolnictwie;
- Dział Zastosowań Teleinformatyki.

## Zadania Centrum Doradztwa Rolniczego
Według obwieszczenia Marszałka Sejmu RP z 2023 Centrum Doradztwa Rolniczego wykonuje następujące zadania z zakresu doradztwa rolniczego:
- przygotowuje i wprowadza jednolite sposoby działania ośrodków wojewódzkich w zakresie realizowanych przez nie zadań;
- przygotowuje i przekazuje ośrodkom wojewódzkim materiały informacyjne i szkoleniowe, w tym dotyczące pomocy w zakresie działalności gospodarstw rolnych i produkcji rolniczej finansowanej lub współfinansowanej ze środków pochodzących z funduszy Unii Europejskiej lub innych instytucji krajowych lub zagranicznych;
- opracowuje analizy i prognozy w zakresie rozwoju doradztwa rolniczego;
- prowadzi szkolenia dla pracowników ośrodków wojewódzkich, w tym w zakresie metodyki i zadań doradztwa rolniczego, ze szczególnym uwzględnieniem integracji z Unią Europejską,
- prowadzi doskonalenie nauczycieli szkół rolniczych w zakresie zrównoważonego rozwoju obszarów wiejskich;
- tworzy i prowadzi centralny system informacji i bazy danych na potrzeby doradztwa rolniczego;
- organizuje szkolenia, pokazy, seminaria i konferencje oraz inne przedsięwzięcia w zakresie rozwoju rolnictwa i obszarów wiejskich oraz rolnictwa ekologicznego;
- koordynuje zadania w zakresie rolnictwa ekologicznego wykonywane przez ośrodki wojewódzkie;
- upowszechnia wyniki badań naukowych w praktyce rolnicze.

Centrum Doradztwa wykonuje zadania w zakresie przeprowadzania, na zasadach określonych w przepisach o wspieraniu rozwoju obszarów wiejskich z udziałem środków Europejskiego Funduszu Rolnego na rzecz Rozwoju Obszarów Wiejskich. Przeprowadza kontrole w zakresie spełniania przez podmioty warunków niezbędnych do udzielenia akredytacji oraz przestrzegania warunków dotyczących świadczenia usług doradczych objętych udzieloną akredytacją.
Centrum współpracuje z ośrodkami doradztwa rolniczego, instytucjami administracji rządowej i samorządowej, organizacjami branżowymi, placówkami naukowo-badawczymi oraz innymi organizacjami i instytucjami pracującymi na rzecz rozwoju wsi i rolnictwa.